# Zachytávání videa
Zachytávání videa (z anglického video capture) je konverze analogového či digitálního videosignálu a jeho převodu do lokálního úložiště nebo na externí obvody. Nejtypičtějším příkladem zachytávání videa je digitalizace televizního vysílání nebo VHS kazety, či nahrávání SDI signálu z digitální kamery na speciálně vybaveném počítači. K připojení zařízení pro zachytávání videa k počítačovému systému je možně použít USB, ExpressCard, PCI nebo PCI Express. Signály mohou být produkovány DVD-přehrávačem, magnetofonem, videopřehrávačem, videokamerou apod.

## Proces
Proces zachytávání videa může provést konverzi videosignálu na digitální stream pomocí karty pro zachycení videa či analogového konvertoru integrovaného na grafické kartě. V tomto případě se používá termín "digitalizace". V závislosti na zařízení může být výsledný video stream dopravován do vnějších obvodů prostřednictvím počítačové sběrnice (např. PCI/104 nebo PCIe) nebo komunikačním rozhraním, jako je USB, Ethernet nebo WiFi, nebo uložené v hromadné paměti v samotném zařízení. V závislosti na požadované kvalitě signálu a kapacitě zařízení na video může být video přenášeno prostřednictvím kompozitního, S-Video a komponentní spojení. Digitální signál se může přenášet po rozhraní IEEE 1394, SDI nebo HDMI. Jako kontejner pro výměnu a přenos video a zvukových dat v oblasti profesionální výroby a vysílání se uplatňuje formát MXF (od angl. Material eXchange Format), ovšem existuje možnost zápisu do kontejnerů AVI, MOV a dalších. Při zachytávání videa je preferováno nepracovat s jinými programy, které aktivně využívají potřebné zdroje počítače (procesor, diskový subsystém). Je důležité, že v ovladačích map digitalizace videa může být realizováno pouze převzetí prostřednictvím DirectShow – některé moderní karty mají právě takové ovladače. Protože nekomprimované video má velký datový tok (270 Mbit / s pro SDTV nebo až 2,970 Gbit / s pro HDTV), pro jeho zmenšení se aplikuje komprese pomocí videokodeku. Video lze během fáze snímání komprimovat, což zabírá méně místa a snižuje datový tok. V případě následného zpracovaní je hlavním cílem zachytávání videa přenos videa s maximální kvalitou, přičemž je vhodnější používat algoritmy komprese, ve kterých se aplikuje vnitro personální kódování bez mezi personálního kódování, což zjednodušuje přístup ke každému jednotlivému záběru.